# 中国人民解放军陆军特种作战第七十一旅
特种作战第七十一旅 (英語：71st Special Operations Brigade)，又称“海鲨”，是中国人民解放军陆军第七十一集团军下辖的一个特种作战旅。代号73071部队，并且驻守新沂市

## 历史概述
该旅最早编制为1940年成立的太行军区第四军分区兼第四支队。抗日战争结束后的1945年10月由太行军区第四支队机关和八路军第769团、第51团、第3支队朱德警卫团（前八路军总部特务团）合编组建晋冀鲁豫野战军第三纵队第七旅，上述各团分别改编为第七旅第十九团、二十团与二十一团。抗日战争时期，该部前身各部转战太行山，参加了阳明堡、神头岭、响堂铺、黄崖洞、百团大战等战役战斗。1948年5月改称中原野战军第三纵队第七旅。
第二次国共内战中，该部参加过邯郸、陇海、定陶、巨野、鲁西南、挺进大别山、宛西、淮海、渡江和进军大西南等重要战役，共毙伤敌25,673人，俘敌40,537人。1949年2月，改编为中国人民解放军第十一军第三十一师，师长赵兰田，政委周维。其下属各团主要历史如下：
- 第九十一团：1927年11月13日，中共发动黄麻起义，成立中国工农革命军鄂东军，该部随后于1931整编为第四军第十师，后划入红四方面军建制。第二次国共合作后改编为八路军第三八五旅七六九团，是抗战四大名团之一，被八路军总部誉为“太行山的拳头，主力中的主力”。其后分别整编为步兵第九十一团、步兵第一〇六团。中国人民解放军开国将领中，共有108人曾在该团服役过，故该团也有“百将团”的美誉。2003年番号撤销，其历史与荣誉由当时的步兵第三十六师炮兵团继承。
- 第九十二团：前身为1942年新组建的太行军区第四支队第五十八团，是三个团中唯一一个不是沿革自中国工农红军时期的团。1949年整编为步兵第九十二团，建国后整编为步兵第一〇七团，1998年撤销建制。
- 第九十三团：前身为1934年重新组建的中国工农红军中央军委警卫营，国共合作后整编为八路军总部特务团、朱德警卫团，曾参与著名的黄崖洞保卫战，被八路军总部授予“黄崖洞保卫战英雄团”荣誉称号。1949年整编为第九十三团，建国后改番号为步兵第一〇八团。2003年番号撤销，其历史与荣誉由当时的陆军第十二集团军直属工兵团继承。

抗美援朝战争中，该部划入志愿军第十二军，参加了第5次战役、金城防御作战、上甘岭战役等战役战斗，共毙伤美军1601人，俘24人，毙伤韩军11843人，俘252人，涌现出特等功臣胡修道等英模人物和单位。在第五次战役回撤阶段，该师远出至“三八线”以南地区，左右友邻部队已后撤，全师态势突出，处于非常危险的境地；前卫第91团突入敌人纵深90公里处，孤军深入敌后，退路已被切断，师属其他部队也不断遭敌火力袭击，情势十分危急。在此险境下，时任师长赵兰田临危不惧，沉着冷静，指挥全师机关和其余部队迅速迅速摆脱敌人，冲破敌密集炮火封锁区域，以较低的伤亡安全转移至文登里地区，并在那里接应了从敌腹地杀出重围的第91团。此举成为朝鲜战场上一个十分成功的突围战斗范例，第三十一师也是抗美援朝第五次战役中损失最轻的几个师之一。1954年4月回国，该部先后驻防浙皖苏等地担任机动作战和战役预备队任务。
1969年，全军番号重排，该师番号正式改为陆军第三十六师，下属各步兵团也更名，1985年，该部配属至陆军第一军，前往老山参与对越轮战，歼敌2,000余人。随后整编为摩托化步兵第三十六师。
1998年，步兵第一〇七团被撤销，步兵第一〇〇团团部调入该部与师坦克团合编为师装甲团。
2003年缩编为摩托化步兵第三十六旅，除炮兵团外各团番号均撤销，2013年改为特种作战旅。
2025年，该旅连同全军几乎所有陆军集团军特战旅一样被裁撤。

## 沿革
参考资料：
| 部隊番號                   | 使用時期              |
| -------------------------- | --------------------- |
| 晋冀鲁豫野战军第七旅       | 1945年10月-1948年5月  |
| 中原野战军第七旅           | 1948年5月-1949年2月   |
| 中国人民解放军第三十一师   | 1949年2月-1960年1月   |
| 陆军第三十一师             | 1960年1月-1969年12月  |
| 陆军第三十六师             | 1969年12月-1985年10月 |
| 摩托化步兵第三十六师       | 1985年10月-2003年11月 |
| 摩托化步兵第三十六旅       | 2003年11月-2013年11月 |
| 陆军第十二集团军特种作战旅 | 2013年11月-2017年2月  |
| 特种作战第七十一旅         | 2017年2月至今         |

## 装备
95式自动步枪
95-1式自动步枪及衍生型号
88式狙击步枪
CS/LR4型狙击步枪
92式手枪
95式刺刀
09式军用霰弹枪
05式微声冲锋枪
QBZ-191自动步枪及衍生型号
中国人民解放军新式单兵作战系统（包含星空迷彩作战服，战术背心，防弹头盔，多功能目镜等）

## 荣誉
- 红军团、百将团：原步兵第一〇六团，其荣誉与历史由摩步第三十六旅炮兵团继承
- 红军团：原步兵第一〇〇团、摩步第三十六师装甲团，其荣誉与历史由摩步第三十四旅炮兵团继承
- 红军团、朱德警卫团、黄崖洞保卫战英雄团：原步兵第一〇八团，其荣誉与历史由陆军第十二集团军工兵团继承